# 彪芽立
彪芽 立（ひょうが りつ、1980年10月4日 - ）は、日本の俳優。東京都出身。身長は174cm、体重は64kg、血液型は0型。コンプリート☆キッズ所属。

## 人物
- 好きなものは、寿司、おっとっと。
- 特技は、野球、バレー、殺陣、アクション、中国拳法・棒。

## 出演

### 映画
- 喧嘩上等 天下高校（2009年公開） -道明寺力 役
- ストイックガール 完全版（2009年10月公開） - 熊手、虎手 役
- B-ON（2010年2月公開） - 西門刃地 役
- B-ON 美女木兄弟戦争篇（2010年4月公開） - 西門刃地 役
- ブラックスクール裏黒（2011年7月公開） - ナオト役
- ブラックスクール黒白（2011年7月公開） - ナオト役
- ブラックスクール白光（2011年9月公開） - ナオト役